# Marta Karlweis
Œuvres principales
Ein österreichischer Don Juan (1929)
Marta Karlweis, ou Marta Wassermann, née le 27 avril 1889 à Vienne en Autriche-Hongrie et morte le 2 novembre 1965 à Lugano en Suisse est une essayiste et romancière autrichienne.

## Biographie
Marta Karlweis est la fille de l'écrivain viennois Carl Karlweis et la sœur d'Oskar Karlweis. En 1907, elle épouse Walter Stross, un industriel. Elle fait la connaissance lors d'un séjour à Altaussee de Jakob Wassermann qui s'est établi dans cette commune autrichienne. Elle divorce rapidement de Stross, tandis que le divorce de Wassermann, également marié traîne en longueur. Leur fils Carl naît en 1924, mais le couple ne peut se marier qu'en 1926. Après le décès de Wassermann en 1934, elle doit abandonner la luxueuse villa d'Altaussee pour des raisons financières, les ouvrages de Wassermann étant désormais interdits dans l'Allemagne nazie. Elle part en Suisse où elle reprend des études de psychologie, notamment auprès de Carl Gustav Jung.
En 1935, elle publie au Querido Verlag un essai consacré à Jakob Wassermann, avec une introduction de Thomas Mann. En 1939, elle émigre au Canada où elle exerce la psychiatrie à Ottawa.

## Ouvrages
- 1919, Die Insel der Diana, S. Fischer Verlag
- 1929, Ein österreichischer Don Juan, roman, Grethlein und Co.
- 1935, Jakob Wassermann. Bild, Kampf und Werk, Querido Verlag

## Sources
- (de) Biographie de Marta Karlweis sur le site de la Bibliothèque nationale autrichienne.
- (de) Bettina Fraisl, 2002, Étude sur le roman Die Insel der Diana.
- (de) Wilhelm Sternfeld, Eva Tiedemann, 1970, Deutsche Exil-Litteratur 1933-1945 deuxième édition augmentée, Heidelberg, Verlag Lambert Schneider.